# Dorfkirche Szarejki
Die Dorfkirche in Szarejki ist ein verputzter Feldsteinbau und war bis 1945 evangelisches Gotteshaus für die im ostpreußischen Kirchspiel Schareyken (1938–1945 Schareiken) lebende Bevölkerung. Heute ist sie eine römisch-katholische Pfarrkirche.

## Geographische Lage
Szarejki ist ein kleines Dorf im Verbund der Landgemeinde Kowale Oleckie (Kowahlen, 1938–1945 Reimannswalde) und liegt im Nordosten der polnischen Woiwodschaft Ermland-Masuren. Es ist über eine Stichstraße, die südlich von Kowale Oleckie von der polnischen Landesstraße 65 (ehemalige deutsche Reichsstraße 132) abzweigt, zu erreichen. Ein Bahnanschluss besteht nicht mehr.
Der Standort der Kirche befindet sich mitten im Dorf.

## Kirchengebäude
Kurze Zeit nach der Ortsgründung im Jahr 1566 dürfte Schareyken eine Kirche gehabt haben, spätestens zur Zeit der Errichtung einer eigenen evangelischen Kirchengemeinde vor Ort im Jahr 1577. Diese erste Kirche brannte 1677 aus und wurde 1719 wiederhergestellt. Es handelt sich um eine 1772 erneuerte verputzte Feldsteinkirche mit dreiseitigem stumpfen Schluss. Der Westturm wurde vorgesetzt, die Wetterfahne trug über Jahrzehnte die Jahreszahl 1718. Im Laufe ihrer Geschichte wurde die Kirche mehrfach renoviert.
Der Kircheninnenraum hat eine leicht gewölbte Bretterdecke mit flacher Decke über den Seitenemporen. Der ursprüngliche Altar sowie die Kanzel waren ein Werk von Friedrich Pfeffer in Königsberg und stammten aus dem Jahr 1720. 1760 wurden sie zu einem Kanzelaltar vereinigt. Die geschnitzte Abendmahlsgruppe der Predella wurde später entfernt.
Eine Orgel erhielt die Kirche 1854. Die Glocken stammten aus dem Jahr 1692.
Das Kirchengebäude hat die Kriege nahezu unbeschadet überstanden. Nach mehr als 300-jähriger Zeit als evangelische Pfarrkirche ist es heute nach einigen baulichen Erneuerungen und Veränderungen das gottesdienstliche Zentrum der nach 1945 neu entstandenen römisch-katholischen Pfarrei.

## Kirchengemeinde
Das 1566 gegründete Dorf Schareyken wurde bereits 1577 evangelisches Kirchdorf, zu dem ein weitflächiges Kirchspiel gehörte. Anfangs war es der Inspektion Lyck (polnisch Ełk) zugeordnet, dann gehörte es bis 1945 zum Kirchenkreis Oletzko/Treuburg in der Kirchenprovinz Ostpreußen der Evangelischen Kirche der Altpreußischen Union. Im Jahr 1925 zählte das Kirchspiel 4.550 Gemeindeglieder, die in 21 Orten, Ortschaften und Wohnplätzen lebten. Eine eigene Pfarrstelle bekam die Kirchengemeinde im Jahr 1581. Hier amtierten bis 1945 insgesamt 24 evangelische Geistliche. Das Kirchenpatronat lag in königlicher bzw. staatlicher Hand.
Aufgrund von Flucht und Vertreibung der einheimischen Bevölkerung in Kriegsfolge war die evangelische Kirchengemeinde Schareyken (1938–1945 Schareiken) faktisch aufgehoben. Der Zustrom katholischer Umsiedler machte einen Neuanfang möglich. So entstand in Szarejki eine katholische Pfarrgemeinde, die den Namen Parafia św. Matki Bożej Różańcowej trägt und jetzt zum Dekanat Niepokalanego Poczęcia Najświętszej Maryi Panny in Olecko (Marggrabowa, 1928–1945 Treuburg) im Bistum Ełk (Lyck) der Katholischen Kirche in Polen gehört. In Stożne (Stoosznen, 1938–1945 Stosnau) wird eine Filialkapelle mitbetreut.
Hier lebende evangelische Kirchenglieder sind nach Gołdap (Goldap) hin orientiert, eine Filialgemeinde von Suwałki in der Diözese Masuren der Evangelisch-Augsburgischen Kirche in Polen.

### Kirchspielorte (bis 1945)
Zum Kirchspiel Schareyken/Schareiken gehörten vor 1945 ohne den Pfarrort 20 Orte:
| Name            | Änderungsname 1938 bis 1945 | Polnischer Name |  | Name       | Änderungsname 1938 bis 1945 | Polnischer Name |
| --------------- | --------------------------- | --------------- |  | ---------- | --------------------------- | --------------- |
| *Borkowinnen    | Jarken                      | Borkowiny       |  | *Kiliannen | Kilianen                    | Kiliany         |
| Borrishof       | Borishof                    | Borysowo        |  | *Kowahlen  | Reimannswalde               | Kowale Oleckie  |
| *Charlottenberg |                             | Żmijewo         |  | *Kutzen    |                             | Kucze           |
| *Chelchen       | Vorbergen                   | Chełchy         |  | *Lakellen  | Schönhofen (Ostpr.)         | Lakiele         |
| Daniellen       | Kleinreimannswalde          | Daniele         |  | *Monethen  | Moneten                     | Monety          |
| Friedensdorf    |                             | Kilianki        |  | Rogowken   | Roggenfelde (Ostpr.)        | Rogówko         |
| Gortzitzen      | (seit 1909) Gartenberg      | Gorczyce        |  | *Seesken   |                             | Szeszki         |
| *Guhsen         |                             | Guzy            |  | Steinau    |                             | Kamionka        |
| Julienhof       |                             | Gościrady       |  | *Stoosznen | Stosnau                     | Stożne          |
| Karlsfeld       |                             | Mściszewo       |  | Sydden     | Sidden                      | Żydy            |

### Pfarreiorte (seit 1945)
Zur katholischen Pfarrei Szarejki gehören zehn Orte:
| Name     | Deutscher Name                               |  | Name      | Deutscher Name                          |
| -------- | -------------------------------------------- |  | --------- | --------------------------------------- |
| Golubki  | Gollubien Ksp. Marggrabowa 1938–1945 Kalkhof |  | Monety    | Monethen 1938–1945 Moneten              |
| Gorczyce | Gortzitzen 1909–1945 Gartenberg              |  | Mściszewo | Karlsfeld                               |
| Kilianki | Friedensdorf                                 |  | Stożne    | Stoosznen 1938–1945 Stosnau             |
| Kiliany  | Kiliannen 1938–1945 Kilianen                 |  | Rogówko   | Rogowken 1938–1945 Roggenfelde (Ostpr.) |
| Łęgowo   | Lengowen 1938–1945 Lengau                    |  | Szarejki  | Schareyken 1938–1945 Schareiken         |

### Pfarrer (1581–1945)
Zwischen 1581 und 1945 amtierten an der Kirche zu Schareyken/Schareiken als evangelische Geistliche:
| - Andreas Borawski, 1581–1589 - Johann Prostka, 1589–1609 - Thomas Hartknoch, 1609–1645 - Albert Hartknoch, 1645–1673 - Martin Breuer, 1673–1706 - Christoph Breuer, 1696–1704 - Andreas Lembcke, 1704–2737 - Georg Radtcke, 1737–1751 - Samuel Friedrich Hoffmann, 1751–1784 - Martin Ludwig Gisevius, 1784–1795 - Michael Benjamin Gisevius, 1795–1813 - Ludwig Raphael, 1813–1827 | - Fr. Ed. Hieronymus Maletius, 1828–1832 - Carl Ferdinand Marcus, 1832–1846 - Karl Adolf Schrage, 1846–1864 - Theodor Buzello, 1864–1892 - Hermann Carl Otto Baatz, 1893–1901 - G.C. Ernst Kroll, 1901 - August Julius Horn, 1901–1915 - Hans Fritz Buttgereit, 1919–1930 - Siegfried M.F. Symanowski, 1931–1932 - Kurt Friedrich gerhard Dettmar, 1932 - Helmut Sanne, 1936–1939 - Willy Glowienka, 1940–1945 |